# Altenburger Brauerei
L’Altenburger Brauerei est une brasserie à Altenbourg.

## Histoire
En 1256, une interdiction fut imposée dans toute la ville pour promouvoir les bières locales. À l'époque du duché de Saxe-Altenbourg, il y avait au total 59 brasseries dans le Land d'Altenbourg.
Après la construction de la première brasserie communale à Altenbourg en 1830, la première brasserie est fondée sur le Großer Teich en 1871. La brasserie de Kauerndorf est construite en 1872, elle est la deuxième brasserie de la ville. Le 31 juillet 1871, sept citoyens d'Altenbourg ont l'idée de fonder une brasserie. La propriété du manoir de Kauerndorf est acquise par le propriétaire foncier Hermann Herold (1821–1885). Le brassage commence en juillet 1873, initialement avec de la bière brune. La Helles suit en octobre de la même année. En raison de l'augmentation des ventes, de nouvelles cuves d'infusion sont installées seulement deux ans plus tard. Cela couvre une production annuelle allant jusqu'à 130 000 hectolitres, déjà atteinte en 1896. En août 1883, 500 000 hectolitres de bière sont vendus.
En 1901, deux autres types de bière sont créés : la bière bavaroise et la bière bohémienne. La capacité de brassage est agrandie en 1905 lorsque de la bière en bouteille est livrée aux clients privés. Cela entraîne l'expansion de l'entreprise. La nouvelle brasserie est construite en 1912-1913 selon le concept technique de l'ingénieur Theodor Ganzenmüller de Weihenstephan ; elle est l'une des brasseries les plus modernes d'Europe et a une capacité de 230 000 hectolitres.
À la suite de l'hyperinflation, la brasserie d'Altenbourg doit fusionner en 1921 avec l'association brassicole de Gera en raison de difficultés économiques, puis avec la Leipziger Brauhaus zu Reudnitz.
Pendant la Seconde Guerre mondiale, la production tombe à 30 000 hectolitres en 1949. Un an plus tôt, la brasserie est devenue VEB et en 1968 elle est reliée au Getränkekombinat Leipzig. En 1990, 330 000 hectolitres de bière et de boissons non alcoolisées sont produits chaque année. La même année, un accord de coopération est conclu avec la Kulmbacher Brauerei.
Après la réunification, la brasserie d'Altenbourg perd beaucoup de ventes. La production tombe à un peu moins de 10 000 hl. La Brauerei Leikeim rachète la brasserie. La brasserie souhaite se moderniser en profondeur sans perdre son noyau traditionnel et ses liens régionaux et ainsi augmenter son chiffre d'affaires. En raison de l'augmentation des ventes, de nouvelles cuves de fermentation sont achetées en 2003 pour remplacer les caves de fermentation. En 2014, l'Association centrale de l'industrie allemande de la publicité critique la campagne d'affichage de la brasserie, la qualifiant de discriminatoire à l'égard des femmes. La brasserie ne s'abstient que partiellement d'utiliser des affiches publicitaires, c'est pourquoi le conseil de la publicité émet une réprimande.
Début 2017, la brasserie revoit son identité de marque. La bière devient disponible dans des bouteilles refermables à bouchon mécanique avec un bouchon en plastique. La publicité se concentre sur les régions de Leipzig, Chemnitz, Dresde et Altenbourg. L'entreprise souhaite renforcer la région d'Altenbourg en soutenant les associations régionales.
La brasserie dépend de sa région d'origine, l'Allemagne centrale, pour ses matières premières. Une grande partie du houblon provient de la famille de producteurs Berthold de Monstab, à 10 kilomètres.
En 2020, la brasserie est acceptée comme membre de Die Freien Brauer, une association de brasseries familiales indépendantes de taille moyenne.

## Production
- Bock
- Festbier
- Helles
- Pils
- Zwickelbier

Saisonnières
- Sommerhell
- Winterbier - Vienna Style Lager